# Louis Renard
Louis Renard (Poitiers, 7 dicembre 1893 – Wolfenbüttel, 3 dicembre 1943) è stato un militare francese, già distintosi come ufficiale nel corso della prima guerra mondiale.
Durante il corso della seconda guerra mondiale fondò e diresse una rete di spionaggio (Rete Renard) a Poitiers, in Francia, fino a che non venne arrestato e condannato a morte. È riconosciuto come Mort pour la France.

## Biografia
Nacque a Poitiers il 7 dicembre 1893, figlio di Georges Louis Alexis  e di Clotilde Marie Berthe Périsset. La famiglia viveva a due passi dal Liceo Enrico IV dove egli studiò. Con la morte del padre, avvenuta il 19 febbraio 1908, sua madre lo mandò a studiare in Inghilterra in un negozio di seta per imparare la gestione degli affari e perfezionare il suo inglese. Nel 1909 fu assunto presso il grande magazzino “Le Printemps” a Parigi, ma nel 1913 si arruolò nell'Armée de terre, assegnato al 125° Reggimento fanteria (RI), di stanza a Poitiers. Promosso caporale il 20 febbraio 1914, fu promosso sergente il 3 agosto 1914 data di inizio delle ostilità. 
Rimasto gravemente ferito da un proiettile a un polmone, dopo la convalescenza fu trasferito al 409° RI e promosso sottotenente nel giugno 1915. Fu nuovamente ferito, gravemente, alla testa l'8 marzo 1916 a Verdun, venendo decorato con la Croix de Guerre con Palme, e poi con la Croce di Cavaliere della Legion d'onore il 4 settembre 1916. Perse l'occhio destro e, dopo una lunga degenza in ospedale, divenne istruttore nelle scuole militari di Saint-Cyr-l'École (oggi a Yvelines) e Saint-Maixent-l'École (Due-Sèvres), poi ritornò al fronte.  Nuovamente rimasto ferito, questa volta alla mano, promosso tenente fu congedato con una pensione il 25 novembre 1917. Il luglio 1918 suo fratello minore Henri, sottotenente del 409° RI, fu ucciso al fronte a Crouy-sur-Ourcq, venendo decorato postumo col la Croix de Guerre. Ritornò alla vita civile e al suo lavoro presso il negozio "Le Printemps". Successivamente fu assunto dagli stabilimenti "Michelin" per commercializzare i suoi prodotti nei mercati di Regno Unito e Paesi Bassi. Nel 1922 sposò Germaine Marsaudon, figlia di un commerciante, a Dorat (Haute-Vienne). La coppia ebbe 6 figli tra il 1923 e il 1936: Jeanne, Henri, Georges, Geneviève, Francis e Yves.
Nel 1927 affiancò il signor Bonnet, avvocato, come primo impiegato e iniziò a studiare alla facoltà di giurisprudenza laureandosi nel 1928. Acquistò lo studio Bonnet nel 1932 e lo trasferì a casa sua. Conosciuto dai suoi colleghi, divenne presidente degli avvocati di Vienne e tesoriere presso la sede della federazione nazionale. Il suo passato di combattente, la sua posizione sociale, e la sua reputazione fecero di lui una importante personalità. In città fu presidente dell'ufficio di patrocinio presso il Tribunale Civile, presidente fondatore degli Ostelli della Gioventù, membro fondatore dell'Associazione Ex Studenti del Liceo Enrico IV, presidente dell'Associazione dei veterani del 409° RI, membro di numerose associazioni culturali, membro della sede dell'Unione Nazionale (UNC) e dell'Unione Federale (UFVG-AC) dei veterani di guerra, ma anche presidente del Rotary Club di Poitiers nel 1936 e 1937 e governatore del 47° distretto nel 1939. Divenne ufficiale della Legion d'onore nel 1937. Sempre nell'ambito delle sue funzioni all'interno del Rotary Club compì numerosi viaggi, nel 1933 in Polonia, poi più volte in Germania, in Italia, in Gran Bretagna e negli Stati Uniti d'America, i cui taccuini di viaggio sono stati conservati.
Riportò le sue esperienze in Germania sulla rivista Grand'Goule: Non ho mai visto così tante persone in uniforme verde, nera e kaki, armate di sciabole o pugnali, né così tanti ufficiali in uniforme. Non ho mai sentito un peso così schiacciante della disciplina e del rigido militarismo (1934). Sulla popolarità di Hitler si espresse nel così nel 1935: Coloro che credono o dicono che la popolarità di Hitler sta diminuendo si sbagliano di grosso. Ed è tra la gente che questa popolarità è maggiore. ...sono nella mentalità dei crociati in partenza per la Terra Santa. Marceranno al primo segnale. Vicino ai socialisti radicali, ma cattolico praticante (a differenza del suo amico Gaston Hulin, ex deputato, ex ministro, notoriamente radicale anticlericale morto in deportazione), fu favorevole all'avvento al potere del Fronte popolare, a Poitiers fu presidente fondatore degli Auberges de Jeunesse. Nel giugno 1939 prese parte al 30º Convegno internazionale del Rotary Club tenutosi a Cleveland, Ohio.  All'inizio del settembre 1939 scrisse nel suo diario: Per 11 mesi, la situazione divenne sempre più grave nonostante l'alternativa tra speranza e disperazione. Ma la brutale cattura della Cecoslovacchia a marzo portò il culmine della frustrazione tra i popoli civili. ...Tutto perché un pazzo governa il mondo da dieci anni. ... finalmente il dado è tratto!.
Nel settembre del 1939 scoppiò la seconda guerra mondiale e, a quasi 47 anni, chiese di ritornare in servizio attivo nell'esercito. Fu assegnato a Tours, poi distaccato nella missione militare di collegamento con l'esercito britannico a Marsiglia. Fu smobilitato nel giugno 1940 e ritornò a vivere a Poitiers in agosto. Scrisse al generale Charles De Gaulle, leader della Francia libera, affermandogli il suo sostegno. Poi, a novembre, iniziò a scrivere una delle prime pubblicazioni clandestine in Francia, Le Libre Poitou, un dattiloscritto riprodotto da singoli individui e distribuito da alcuni studenti di cui uscirono 63 numeri tra l'ottobre 1940 e il gennaio 1942. Deciso a partecipare direttamente alla lotta per la liberazione costruì una rete di agenti reclutando persone che, per le loro qualità, le loro responsabilità, le loro conoscenze, potevano, in caso di intervento Alleato, organizzare militarmente e amministrativamente la lotta contro le forze di occupazione tedesche. Una delle maggiori difficoltà che incontrò fu di stabilire un contatto con Londra e la dirigenza del movimento gollista. Questo collegamento fu ottenuto grazie a Jacques Moreau e André Péchereau che nell'estate del 1941 riuscirono a mettersi in contatto con un assicuratore di La Roche-sur-Yon (Vandea) membro della rete di intelligence AV (Esercito dei Volontari), annesso al BCRA (Ufficio centrale di intelligence e azione) della Francia libera. Questa iniziativa e l'intermediazione dell'AV gli permisero di contattare un rappresentante della Francia libera che si recò più volte a Poitiers. A poco a poco, la rete Renard si trasformò in una vera e propria rete di resistenza e all'inizio del 1942 era in via di costituzione e organizzazione.
Nel maggio 1942 chiese udienza a Georg Brückle, comandante del SIPO-SD a Poitiers per i dipartimenti Charente, Charente-Inférieure, Deux-Sèvres, Vendée e Vienne. Disse, durante un successivo interrogatorio,  che con lui aveva discusso di politica come avversari locali. All'inizio di giugno 1942 Brückle lo presentò al suo successore, lo Sturmbannführer Hermann Herold. I tedeschi non potevano immaginare che il leader di un gruppo di resistenza si sarebbe rivolto loro con franchezza. In questo senso era riuscito a “ingannare i tedeschi”, come scrisse Jaques D`Hondt. 
Quando l'esistenza della rete Renard fu scoperta casualmente, quasi tutti i suoi membri furono arrestati, chi dalla polizia francese chi dal SIPO-SD (Sicherheitspolizei und Sicherheitsdienst delle SS).  Ricercato a casa sua, non fu trovato e fu quindi arrestata la moglie, mentre lui fu a sua volta arrestato il 30 agosto presso l'Abbazia di Saint-Martin de Ligugé e quindi portato nella sezione tedesca de carcere Pierre Levée. Il 12 febbraio 1943 lasciò il carcere Pierre Levée insieme ad altri 28 detenuti della Rete Renard arrivando alle 17:00 dello stesso giorno al carcere Fresnes a Parigi. Il 18 febbraio 1943, secondo la direttiva Nacht und Nebel fu deportato in treno aTreviri, in Germania, e il giorno dopo trasportato nel campo speciale delle SS a Hinzert. Il 19 aprile fu trasferito al carcere di Wolfenbüttel.
Il13 ottobre 1943 lui e dieci dei suoi compagni comparvero davanti alla 2ª sezione del Tribunale del popolo (Volksgericht) , giunta espressamente da Berlino. Le gravi accuse mosse, "aiuto al nemico, organizzazione di una rete, spionaggio", comportarono l'emissione della condanna a morte per tutti i dieci imputati. La sentenza fu eseguita per tutti con la ghigliottina il 3 dicembre 1943. Egli ottenne la menzione di mort pour la France, e fu insignito postumo della Médaille de la Résistance.
Nel 1947 i corpi dei 10 combattenti della Resistenza assassinati furono riportati a Poitiers e sepolti nel cimitero di Chilvert dove fu costruito un monumento commemorativo. Una via di Poitiers porta il suo nome.

### Annotazioni
1. ↑  Suo padre acquistò il grande magazzino La Maison Vannier, facendolo ricostruire dall'architetto Léon Martineau.

### Fonti
1. 1 2 3 4 5 6 7 8 9 10 11 12 13 14 15 16 17 18 19 20 21 22 23 24 25 26 27 28 29 30 31 32 33 34 35 36 37  Maitron
2. 1 2 3 4 5 6 7 8 9 10 11 12 13 14 15 16 17 18  France Archives
3. 1 2 3  Vrid Memorial
4. ↑  Calmon 2013, p. 20.
5. ↑  Calmon 2013, p. 21.
6. 1 2  Calmon 2013, p. 29.
7. ↑  Calmon 2013, pp. 22-25.
8. ↑  Calmon 2013, p. 31.
9. 1 2 3  Calmon 2013, p. 41.